# Пајлот Појнт (Аљаска)
Пајлот Појнт (енгл. Pilot Point) град је у америчкој савезној држави Аљаска.

## Демографија
По попису из 2010. године број становника је 68, што је 32 (-32,0%) становника мање него 2000. године.
| Група             | 2000.      | 2010.      |
| Белци             | 14 (14,0%) | 11 (16,2%) |
| Афроамериканци    | 0 (0,0%)   | 0 (0,0%)   |
| Азијати           | 0 (0,0%)   | 0 (0,0%)   |
| Хиспаноамериканци | 0 (0,0%)   | 0 (0,0%)   |
| Укупно            | 100        | 68         |